# Philomena
Philomena är en brittisk biografisk dramakomedi från 2013 i regi av Stephen Frears. Filmen är baserad på boken The Lost Child of Philomena Lee av Martin Sixsmith som i sin tur skildrar verkliga händelser. Steve Coogan och Judi Dench spelar huvudrollerna och Coogan har även skrivit manus tillsammans med Jeff Pope.
Philomena hade premiär vid Filmfestivalen i Venedig 2013 där den nominerades till Guldlejonet och vann pris för bästa manus. Filmen nominerades till fyra Oscars vid Oscarsgalan 2014 i kategorierna Bästa film, Bästa kvinnliga huvudroll, Bästa manus efter förlaga och Bästa filmmusik.

## Rollista
- Judi Dench – Philomena Lee
- Steve Coogan – Martin Sixsmith
- Barbara Jefford – Syster Hildegarde
- Sophie Kennedy Clark – Philomena som ung
- Kate Fleetwood – Syster Hildegarde som ung
- Mare Winningham – Mary
- Michelle Fairley – Sally Mitchell
- Ruth McCabe – Mother Barbara
- Anna Maxwell Martin – Jane
- Peter Hermann – Pete Olson
- Simone Lahbib – Kate Sixsmith
- Amy McAllister – Syster Anunciata
- Cathy Belton – Syster Claire
- Wunmi Mosaku – Ung nunna
- Sean Mahon – Michael Hess